# دولت شوقي
دولت شوقي (1945 -)، مذيعة كويتية من أصل مصري، تعمل في تلفزيون الكويت وهي من أوائل المذيعات فيه في الوقت الذي كان فيه تقديم البرامج في دول الخليج يقتصر على الرجال، نالت بكالوريوس تجارة في قسم إدارة الأعمال بعام 1967، قامت بتقديم وإعداد العديد من البرامج والسهرات المنوعة، واستمرت في إدارة المنوعات منذ عام 1973 حتي إنتقلت إلى إدارة الأخبار في عام 1996 إلى أن تقاعدت عن العمل الإعلامي في عام 2001.

## برامجها
- برنامج من حياة الشعوب.
- برنامج إستراحة الجمعة.
- برنامج الكاميرا الخفية.
- برنامج لقاء الخميس.
- برنامج صباح الخير.
- برنامج مساء الخير.
- برنامج عالم الحيوان.
- برنامج نافذة علي العالم.
- برنامج من أنت.
- برنامج الهواة.